# Fižol
Fižol (znanstveno ime Phaseolus) je domače ime za rod rastlin iz družine metuljnic (Fabaceae) in njihova velika semena, ki se uporabljajo kot hrana ali krma.
Domovina fižola je Južna Amerika. Pred davnimi leti so ga že Indijanci sadili skupaj s koruzo, bučami in konopljo. Uživali so zelenega in posušenega, pa tudi fižolovi listi so bili priljubljeni. V Evropi se prvič omenja leta 1542, Slovenci pa smo ga začeli gojiti v 17. stoletju. Legenda pravi, da se je veliki puščavnik sv. Simon na smrtni postelji zaradi lakote, ki je vladala, odrekel mesu in si je za poslednjo jed zaželel krožnik fižola. V srednjem veku so fižolu rekli meso ubogih. V zvezi s fižolom so imeli v Prekmurju in v Beli Krajini kar precej navad in običajev. Fižol, kuhan na mleku ali na vodi in nezabeljen, je bil včasih postna jed.

## Prehranska vrednost
Fižol je danes nenadomestljiva skupina zelenjave. Med povrtninami ima suho fižolovo zrnje visoko energijsko vrednost, saj 100 g vsebuje 335 kalorij. To vrednost predstavljajo ogljikovi hidrati, ki zavzemajo 55 odstotkov od vseh sestavin v zrnu. Lupina suhega zrna je celulozna in težje prebavljiva. Z rednim uživanjem fižolovih jedi telo bogatimo s fosforjem, magnezijem, kalcijem, železom in kalijem. Ker vsebuje fižol malo natrija in veliko kalija, učinkuje diuretično. Vsebuje tudi vitamine B skupine, karotin in vitamin C ter vitamin D.

## Vrste fižola
- Phaseolus acutifolius
- Phaseolus amblyosepalus
- Phaseolus angustissimus
- Phaseolus anisotrichos
- Phaseolus augustii
- Phaseolus brevicalyx
- Phaseolus chacoensis
- Phaseolus cibellii
- Phaseolus coccineus (turški oz. laški fižol)
- Phaseolus filiformis
- Phaseolus galactoides
- Phaseolus glabellus
- Phaseolus grayanus
- Phaseolus latidenticulatus
- Phaseolus leucanthus
- Phaseolus lunatus
- Phaseolus massaiensis
- Phaseolus micranthus
- Phaseolus microcarpus
- Phaseolus nelsonii
- Phaseolus oaxacanus
- Phaseolus pachyrrhizoides
- Phaseolus parvulus
- Phaseolus pedicellatus
- Phaseolus plagiocylix
- Phaseolus pluriflorus
- Phaseolus polymorphus
- Phaseolus polystachios
- Phaseolus polytylus
- Phaseolus ritensis
- Phaseolus sonorensis
- Phaseolus tuerckheimii
- Phaseolus vulcanicus
- Phaseolus vulgaris (navadni fižol)
- Phaseolus wrightii
- Phaseolus xanthotrichus